# Metopomyza junci
Metopomyza junci är en tvåvingeart som beskrevs av Tschirnhaus 1981. Metopomyza junci ingår i släktet Metopomyza och familjen minerarflugor. Arten har ej påträffats i Sverige. Inga underarter finns listade i Catalogue of Life.